# A Veiga
A Veiga è un comune spagnolo di 1 367 abitanti situato nella comunità autonoma della Galizia.